# 阿尔戈斯赫拉神庙
阿尔戈斯赫拉神庙（／）是位于希腊阿尔戈斯附近（10公里）的一座赫拉神庙遗迹，大约位于阿尔戈斯和迈锡尼遗迹的中间。它位于艾维亚山脚（Mt. Euboea），俯瞰整个阿尔戈斯平原。传说阿伽门农正是在这个神庙中被选为出征特洛伊战争的领袖，然而考古研究发掘出的最早的发现也至少为几何时代晚期。

## 历史
对赫拉的崇拜在希腊出现得很早，自古风时期起就是一个重要的祭祀活动。有两尊现位于德尔斐博物馆的前6世纪雕像表现了阿尔戈斯的赫拉祭司克琉比斯和比同（Kleobis and Biton）。前5世纪前期，斯巴达国王克琉墨涅斯（Kleomenes）夺取了这个圣地。直到前468年对这个圣地的控制权一直是迈锡尼和阿尔戈斯之间冲突的焦点。而这并不影响到这个教派一直兴盛至罗马时期，并且很明显地有来自帝国的进献。
这个遗迹最早在1831年由戈尔登上校（T. Gordon）发掘，其后经历了断断续续的研究。关于许多建筑结构的定年仍在争议中，研究活动仍在继续。

## 结构
整个遗迹坐落在三个人造平台上，最高的一个可能建于几何时期，由所谓独眼巨人墙（Cyclopean wall）所支撑，因为建造它的石块非常巨大，被认为只有巨人的神力才能办到。上面建有一个祭坛和旧神庙。这个神庙只剩下一个柱列脚座遗迹，其外形可能表明这个神庙具有木制柱式顶端（entablature），这种结构在早期单列柱式（peripteral）神庙中很常见。也有证据显示可能存在一个更早的神庙。
这个神庙于前423年损毁，然而当时人们已经在筹备一个新的神庙，并开始建造一个较低的平台。然而实际的建筑直至世纪末才正式进行，由阿尔戈斯建筑师欧珀勒墨斯（Eupolemos）设计。新的神庙为多立克式，在正面有六个多利克柱，而侧面有十二个。内部的结构不甚清楚，但是肯定具有某些阿提卡元素。著名雕塑家波吕克勒托斯（Polykleitos）在此用金和象牙创作了一尊著名的赫拉像。在这个平台上的其它建筑包括历史上最早的边廊结构的院落，它的功能可能是供人宴欢之用。
最低的平台有雄伟的台阶状支撑墙，一条道路将其与迈锡尼连接。其东侧有一个巨大的多柱厅，功能未知。西侧有一个抬升的平台，由一个台阶连接，可能是雕像和华表的基座。西面更远处有一个柱廊，其年代可以早至前7世纪。
在平台周围还有一些建筑结构，包括一个方形围院结构，具有一个柱廊入口以及数个餐室；还有一个多利克式柱廊。这些结构被定年在前5世纪中期。

## 附近
在这个神庙附近有一个迈锡尼文明的墓葬群，在其中出土了不少爱琴文明的文物。